# Sant Esteve de Bonpàs
Sant Esteve de Bonpàs és l'església parroquial del poble rossellonès de Bonpàs, a la Catalunya del Nord. És al bell mig de la cellera antiga de Bonpàs.
És un temple neogòtic, d'una sola nau coberta amb volta de creueria sobre columnes adossades als murs laterals, on s'obren capelles laterals. Les que corresponen a la nau transversal són més altes, formant una mena de transsepte. L'absis és poligonal, amb set panys.